# ГЕС Jayme Canet Júnior
ГЕС Maua (Jayme Canet Júnior) (порт. Usina Hidrelétrica Governador Jayme Canet Júnior) — гідроелектростанція на південному сході Бразилії у штаті Парана. Знаходячись перед малою ГЕС Presidente Vargas (22,5 МВт), входить до складу каскаду на річці Тібагі, яка впадає зліва у Паранапанему (своєю чергою, впадає зліва у Парану). Можливо відзначити, що у майбутньому на Тібагі планується розширення каскаду, зокрема у 2018 році очікується на початок робіт по ГЕС Санта-Бранка.
У межах проєкту річку перекрили греблею з ущільненого котком бетону висотою 85 метрів та довжиною 745 метрів, яка потребувала 636 м3 матеріалу. Вона утримує витягнуте по долині річки на 84 км водосховище з площею поверхні 83,9 км2 (на випадок повені до 87 км2), при цьому в операційному режимі передбачене коливання рівня його поверхні між позначками 626 та 635 метрів НРМ (максимальний рівень під час повені може сягати 636,5 метра НРМ).
Ресурс зі сховища потрапляє спершу в короткий канал довжиною 120 метрів та шириною 22 метри, за яким починається прокладений у лівобережному масиві дериваційний тунель довжиною 1,9 км та перетином 12,2 × 12,45 метра. Після балансувальної камери вода подається до машинного залу, обладнаного трьома турбінами типу Френсіс потужністю по 117,4 МВт, які працюють при напорі у 114,8 метра.
Крім того, для підтримки природної течії річки частина води випускається біля греблі через дві турбіни того ж типу з потужністю 5,5 МВт, які використовують напір у 66,9 метра.
Проєктна виробітка ГЕС повинна становити 1,65 млрд кВт·год електроенергії на рік.
Видача продукції відбувається по ЛЕП, що працюють під напругою 230 кВ.